# Galaktokinaza

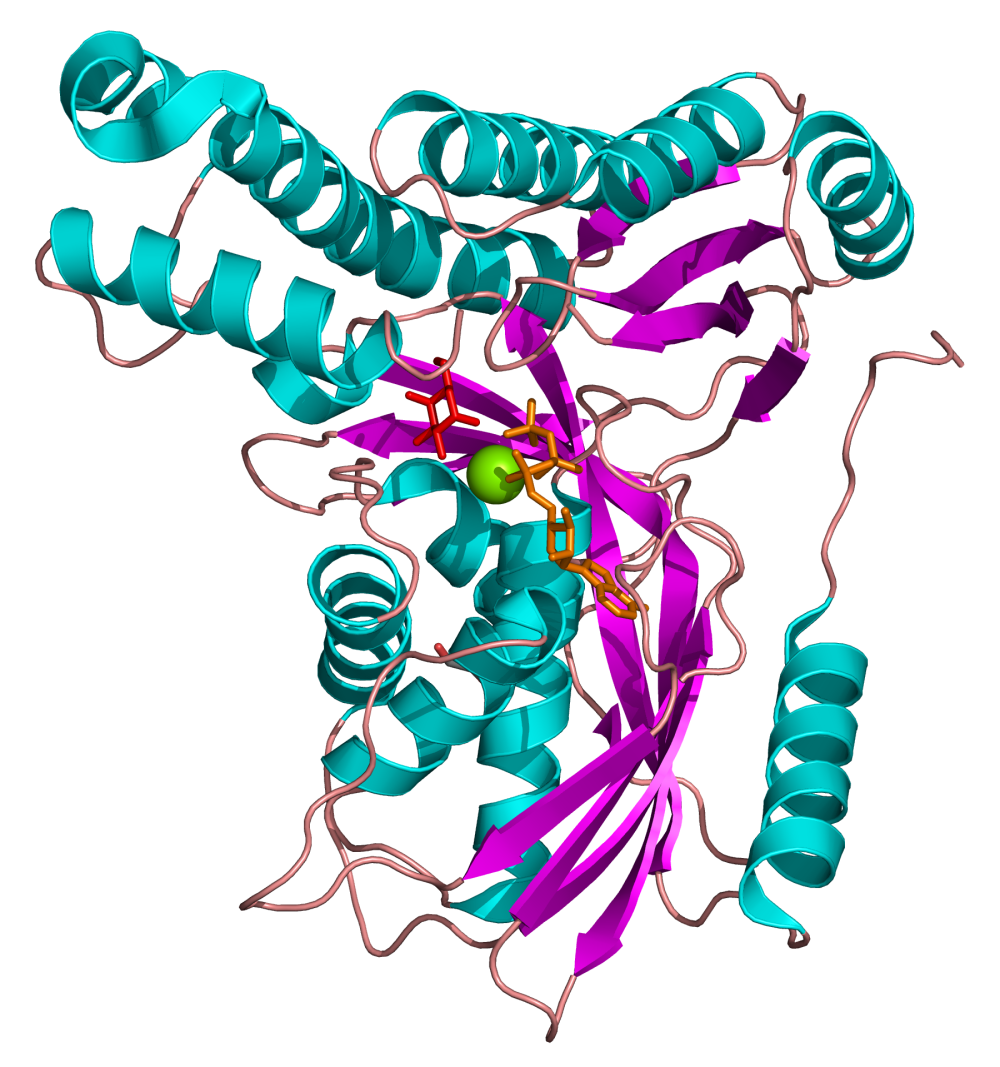
Model struktury monomeru ludzkiej galaktokinazy 1 w kompleksie z galaktozą (przedstawiona na czerwono) i analogiem ATP (przedstawiony na pomarańczowo)

Galaktokinaza – enzym, fosfotransferaza umożliwiająca fosforylację α-D-galaktozy do galaktozo-1-fosforanu przy wykorzystaniu jednej cząsteczki ATP. Galaktokinaza katalizuje drugi etap szlaku metabolicznego Leloira, który występuje u większości organizmów i odpowiada za metabolizm β-D-galaktozy do glukozo-1-fosforanu. Galaktokinazę po raz pierwszy wyizolowano z wątroby ssaków. Później szeroko badana była jej forma wyizolowana z drożdży, archeonów, roślin i komórek ludzkich.

## Struktura
Galaktokinaza składa się z dwóch domen oddzielonych od siebie dużą szczeliną. Te dwa regiony znane są jako domena N- i C-końcowa. Pierścień adeninowy ATP wiąże się z hydrofobową kieszenią, leżąc na ich powierzchni. Domena N-końcowa ma pięć łańcuchów β-harmonijek i pięć α-helis. Domena C-końcowa charakteryzuje się obecnością dwóch warstw naprzemianległych β-harmonijek i sześciu α-helis. Galaktokinaza nie należy do rodziny kinaz cukrowych, ale raczej do klasy enzymów zależnych od ATP – tzw. kinaz rodziny GHMP. GHMP jest skrótem odnoszącym się do oryginalnych członków rodziny enzymów tj. galaktokinazy, kinazy homoseryny, kinazy mewalonianowej i kinazy fosfomewalonianowej. Członkowie nadrodziny GHMP charakteryzują się wysokim podobieństwem struktury trójwymiarowej przy jednoczesnym podobieństwie sekwencji aminokwasowej jedynie w zakresie 10–20%. Enzymy te zawierają trzy wysoko konserwatywne motywy (I, II i III), z których drugi jest zaangażowany w wiązanie nukleotydów i zawiera sekwencję Pro-XXX-Gly-Leu-X-Ser-Ser-Ala

### Specyficzność substratowa enzymu
Galaktokinazy wyizolowane z różnych organizmów wykazują dużą różnorodność w zakresie specyficzności substratowej. Galaktokinaza E. coli może fosforylować 2-deoksy-D-galaktozę, 2-amino-2-deoksy-D-galaktozę, 3-deoksy-D-galaktozę i D-fukozę. Enzym nie toleruje modyfikacji w pozycji C-4, ale zmiany w pozycji C-2 D-galaktozy nie wpływają na jego funkcjonowanie. Zarówno ludzka, jak i szczurza galaktokinaza są zdolne do skutecznej fosforylacji 2-deoksy-D-galaktozy. Natomiast galaktokinaza wyizolowana z S. cerevisiae jest wysoce specyficzna dla D-galaktozy i nie potrafi fosforylować glukozy, mannozy, arabinozy, fukozy, laktozy, galaktitolu czy 2-deoksy-D-galaktozy. Ponadto stwierdzono międzygatunkowe różnice we właściwościach kinetycznych enzymu.

## Mechanizm
Niedawno zostały opisane funkcje reszt aminokwasowych miejsca aktywnego ludzkiej galaktokinazy. Reszta Asp-186 oddziela proton od grupy C1-OH α-D-galaktozy, czego następstwem jest nukleofilowy atak alkoholanu na resztę γ-fosforanową ATP. Grupa fosforanowa łączy się z cukrem i Asp-186 może być deprotonowana przez wodę. Arg-37 stabilizuje anioniową formę Asp-186 oraz może mieć również zasadnicze znaczenie dla aktywności galaktokinazy. Zarówno reszta kwasu asparaginowego, jak i argininy miejsca aktywnego galaktokinaz są wysoce konserwatywne.

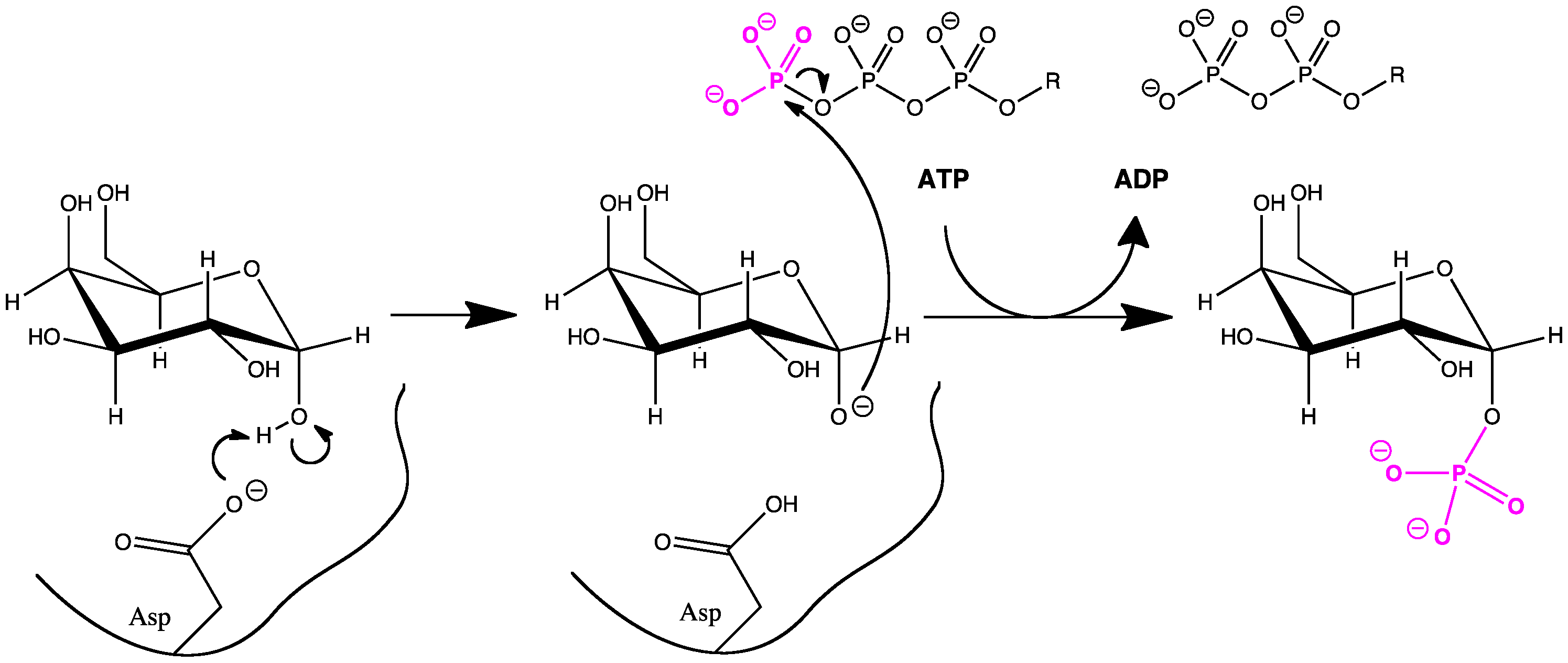
Prawdopodobny mechanizm działania galaktokinazy. Reszta asparaginianowa jest stabilizowana w formie anionowej w pobliżu reszty argininy.

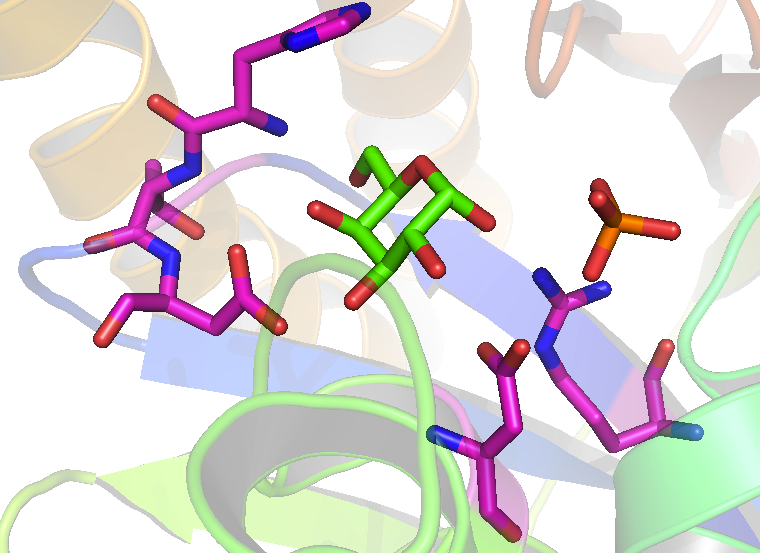
Sieć krystaliczna miejsca aktywnego galaktokinazy wyizolowanej z Lactococcus lactis. Galaktokinaza jest przedstawiona na zielono, fosforan na pomarańczowo, a reszta odpowiedzialna za wiązanie cukrowego ligandu na purpurowo: Arg-36, Glu-42, Asp-45, Asp-183 i Tyr-233. Arg-36 i Asp-183 galaktokinazy Lactococcus lactis są analogami do Arg-37 i Asp-186 w cząsteczce ludzkiej galaktokinazy.

## Znaczenie biologiczne
Szlak enzymatyczny Leloira prowadzi do konwersji galaktozy w glukozę. Galaktoza jest obecna w produktach mleczarskich, w owocach i warzywach oraz może być wytwarzana endogennie w procesach degradacji glikoprotein i glikolipidów. W szlaku Leloira wymagane są trzy enzymy: galaktokinaza, urydylotransferaza galaktozo-1-fosforanu i 4-epimeraza UDP-galaktozy. Galaktokinaza katalizuje pierwszy etap metabolizmu galaktozy, w którym powstaje galaktozo-1-fosforan.

## Znaczenie w patologii
Galaktozemia jest rzadkim zaburzeniem metabolicznym charakteryzującym się zmniejszoną zdolnością do metabolizowania galaktozy. Może być spowodowana przez mutacje w każdym z trzech enzymów na szlaku Leloir. Niedobór galaktokinazy tzw. galaktozemia typu II jest zaburzeniem metabolicznym dziedziczonym recesywnie spowodowanym przez mutację ludzkiego genu galaktokinazy. Zidentyfikowano około 20 mutacji będących przyczyną galaktozemii typu II, której głównym objawem jest wczesny rozwój zaćmy. Reduktaza aldozy w komórkach soczewki ludzkiego oka przekształca galaktozę do galaktitolu. Galaktitol gromadzi się w związku z mutacją galaktokinazy, która nie prowadzi katabolizmu galaktozy do glukozy. Gradient galaktitolu przez błonę soczewki wywołuje osmotyczną absorpcję wody i pęcznienie komórek soczewki, co w konsekwencji prowadzi do ich ewentualnej apoptozy.